# رشاد كوكش
رشاد كوكش فنان سوري، ولد في حي القيمرية العريق في دمشق القديمة لأب شغوف بالقراءة. ورث أبنائه مكتبة تراثية احتوت الكثير من كتب السير الشعبية: كسيف بن ذي يزن وعنترة وألف ليلة وليلة وحمزة العرب والسيرة الهلالية.. وكتب أدبية وتاريخية ودينية
وكان يمتلك والده براعة في فن القص الذي يشبه إلى حد بعيد حكواتي تلك الأيام وبِلغة سليمة ومتينة من جراء حفظه لكثير من سور القرآن الكريم والحديث.
أضيف إلى تكوينه الفكري والفني مكتبة أخيه المخرج المعروف علاء الدين كوكش وأصدقائه من فنانين وأدباء  الذين كانوا يرتادون البيت العربي القديم حيث تدور نقاشات
في كل نوع من أنواع الأدب والفن.
سافر إلى مصر وفرنسا بعد حصوله على الشهادة الثانوية لدراسة الإخراج السينمائي
ولكن لظروف خارجة عن إرادته لم يتم له ذلك فانتسب للمعهد العالي للفنون المسرحية
بدمشق بعد تأسيسه.

## السيرة المهنية

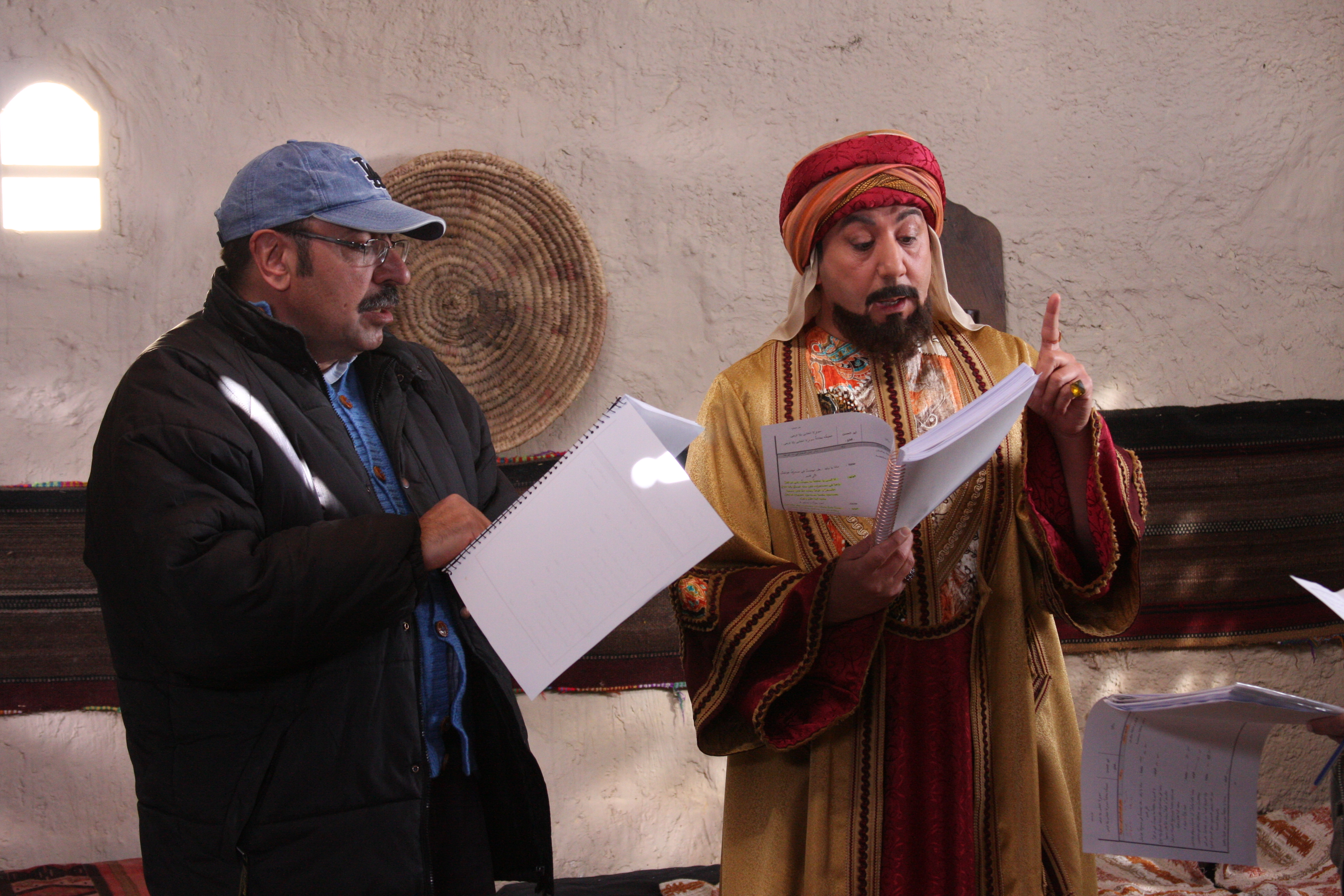
مسلسل ظل الحكايا

-  خريج المعهد العالي للفنون المسرحية – 1982 – الدفعة الثانية.
- موظف سابق في وزارة الثقافة – مديرية المسارح والموسيقا.
- عضو نقابة الفنانين السوريين بصفة ممثل + مخرج تلفزيوني.
- عمل في المسرح والتلفزيون ممثلا ومخرجا مساعدا في الكثير من الأعمال وتحت إدارة  مخرجين سوريين وعرب.
- كما عمل مخرجا ومؤلِّفا أيضا في العديد من الأعمال المسرحية والتلفزيونية.

## أعماله

### كممثل بالمسرح

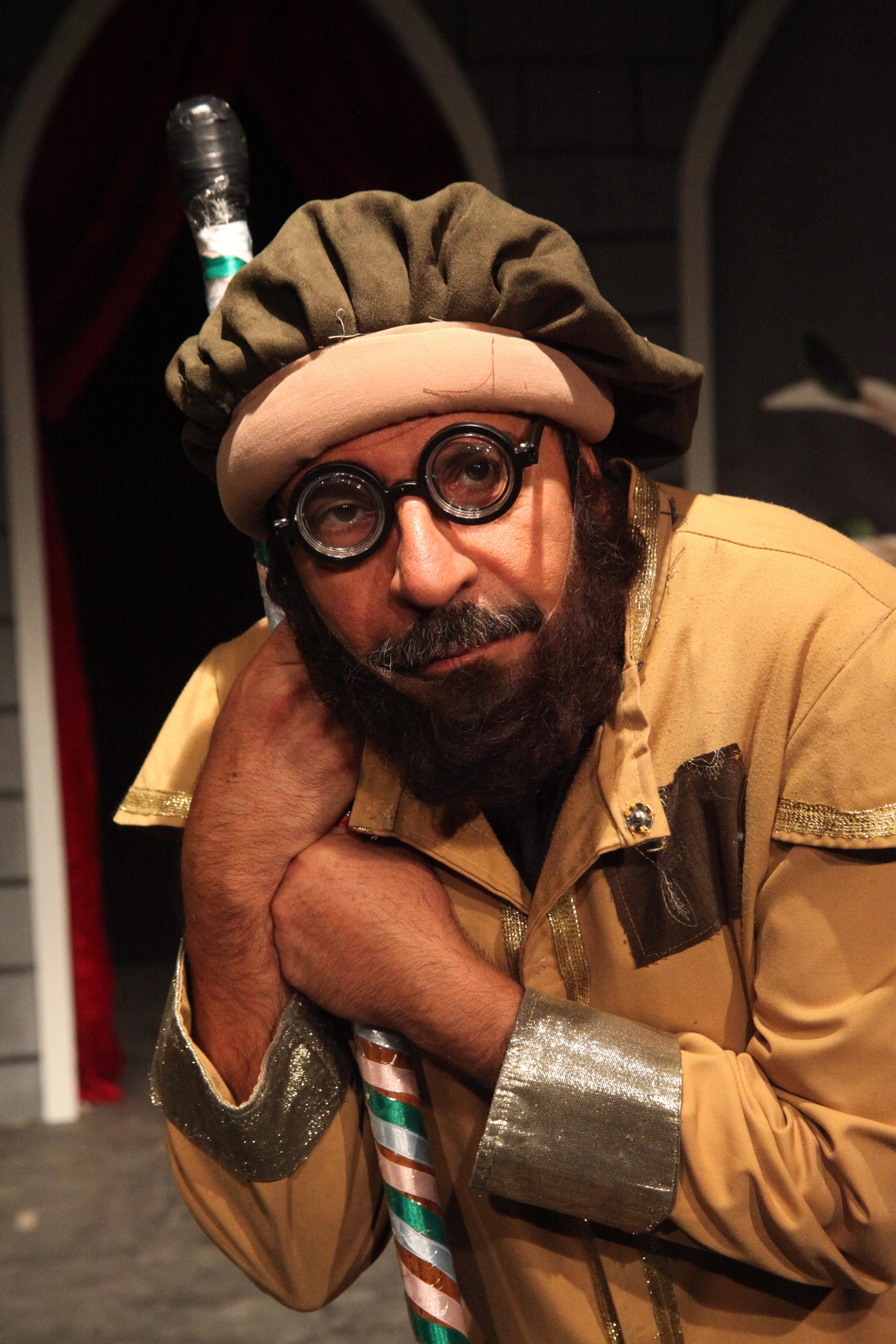
مسرحية فلفلة بدور الأب

- بحر / 1982/
- المهرج /1983/
- الشعلة/1983/
- مقام إبراهيم وصفية / 1984/
- الصيد الثمين / 1985/
- النيزك / 1985/
- العرس / 1986/
- فلفلة والأمير المسحور/ 2012/
- شرحبيل والفتى النبيل / 2017/

### كمخرج مساعد بالمسرح
- لكع بن لكع / 1982 /
- الشعلة / 1983 /
- لا تدفع الحساب / 1986 /
- كل شيء في الحديقة / 1988 /
- الميراث / 1989 /
- قصة موت معلن /  1990 /
- الصياد الملك / 1991 /
- إيزابيل ثلاثة مراكب ومشعوذ / 1992 /
- الديك / 2002 /
- شرحبيل والفتى النبيل / 2017 /

### كمؤلف ومخرج في المسرح
- ألّف مسرحية: حسن وحسنة للأطفال عام /2008/ وأخرجها الفنان مأمون الفرخ، وقدمت ضمن فعاليات الموسم المسرحي على خشبة مسرح القباني. كما أعيد تقديمها عام /2017/ وأخرجها الفنان فايز صبوح وقدمت ضمن فعاليات الموسم المسرحي باللاذقية وقُدمت على خشبة مسرح المركز الثقافي باللاذقية.
- أخرج مسرحية: الزهرة القرمزية للأطفال عام / 2013/ وقُدمت ضمن فعاليات الموسم المسرحي على خشبة مسرح القباني.
- ألّف وأخرج مسرحية: سلمى والغيلان للأطفال عام / 2015 / وقُدمت ضمن فعاليات الموسم المسرحي على خشبة مسرح القباني.[1]
- ألّف وأخرج مسرحية: الحطاب الطيب لمسرح العرائس عام /2019/ وقُدمت ضمن فعاليات الموسم المسرحي على خشبة مسرح العرائس.

### كممثل في التلفزيون
- رحلة البصير إلى البصيرة / 1983 /
- النابغة الذبياني / 1983/
- المجنون طليقا / 1983 /
- نساء بلا أجنحة / 1987 /
- حصاد السنين / 1985 /
- حائرات بدور الدكتور خليل
- رجال وضباب / 1986 /
- دكان الدنيا / 1986 /
- الذئاب / 1989 /
- برج العدالة / 1990/
- أيام شامية / 1992/
- نزهت خانم / 1993/
- وارث الدم / 1993/
- طوق الرضا / 1993/
- وطن حاف
- البديل /1993/
- جريمة في الذاكرة/1993/
- عش الزغاليل / 1993/
- سبع طوابق/1994/
- وعادت ليلى / 1994/
- الموشوم / 1994/
- رجل مشغول جدا / 1994/
- اللوحة المنسية / 1994/
- عائلة فهيم / 1994/
- الطاحونة / 1995/
- الأخوة / 1996/
- فرسان الريح / 1996/
- في انتظار الياسمين
- الأرشيف / 1996/
- الطويبي /1998/
- أخوة التراب ج 2 / 1998/
- *الموت المجهول / 1999/
- أبيض أبيض / 2001/
- الولادة من الخاصرة 2 / 2012/
- الحائرات / 2013/
- حدث في دمشق/2013/
- وطن حاف/2013/
- جدي بحر/2013/
- القربان / 2014/
- سوبر فاميلي / 2014/
- في انتظار الياسمين/ 2015/
- طوق البنات ج 3 / 2015/

### كمخرج منفذ في التلفزيون
1- الشعلة /1983/
2- برنامج القنال 7 / 1984/
3- برنامج بلدي / 1985/
4- دموع الملائكة/1985/
5- منزل مبارك/1986/
6- يرنامج ملاعب القوافي/1987/
7- عودة عصويد/1987/
8- سوينان/1987/
9- برنامج شعراء وقصائد/1988/
10- احتمالات/1988/
11- الغريب/1988/
12- أحزان عادية/1988/
13- برنامج إعجاز الخالق/1989/
14- برنامج شمس العرب/1989/
15- أبو كامل / 1989/
16- طقوس الحب والكراهية / 1990/
17- برنامج دوحة المعرفة/1991/
18- كهف المغاريب / 1991/
19- الأسبوع الأخير / 1991/
20- زمن العجايب / 1991/
21- الطبيبة ج 2 / 1992/
22- الجدار الخامس / 1992/
23- وجهة نظر / 1992/
24- آه يا زمن / 1992/
25- الزائر المجهول / 1992/
26- البديل /1993/
27- الجائزة / 1993 /
28- عش الزغاليل / 1993/
30- برنامج كان زمان / 1994/
31- حالة خاصة / 1994/
32- وعادت ليلى / 1994/
33- سبع طوابق / 1994/
34- حارة الباشا / 1994/
35- الجذور والأوراق / 1994/
36- الموشوم / 1994/
37- رجل مشغول جدا / 1994/
38- اللوحة المنسية / 1994/
40- عائلة فهيم / 1995/
41- برنامج الأمثال الشعبية / 1995/
42- آخر الليل / 1995/
43- الطاحونة / 1995/
44- دائرة الانتقام / 1996/
45- فرسان الريح / 1996/ + مشاركة بكتابة السيناريو

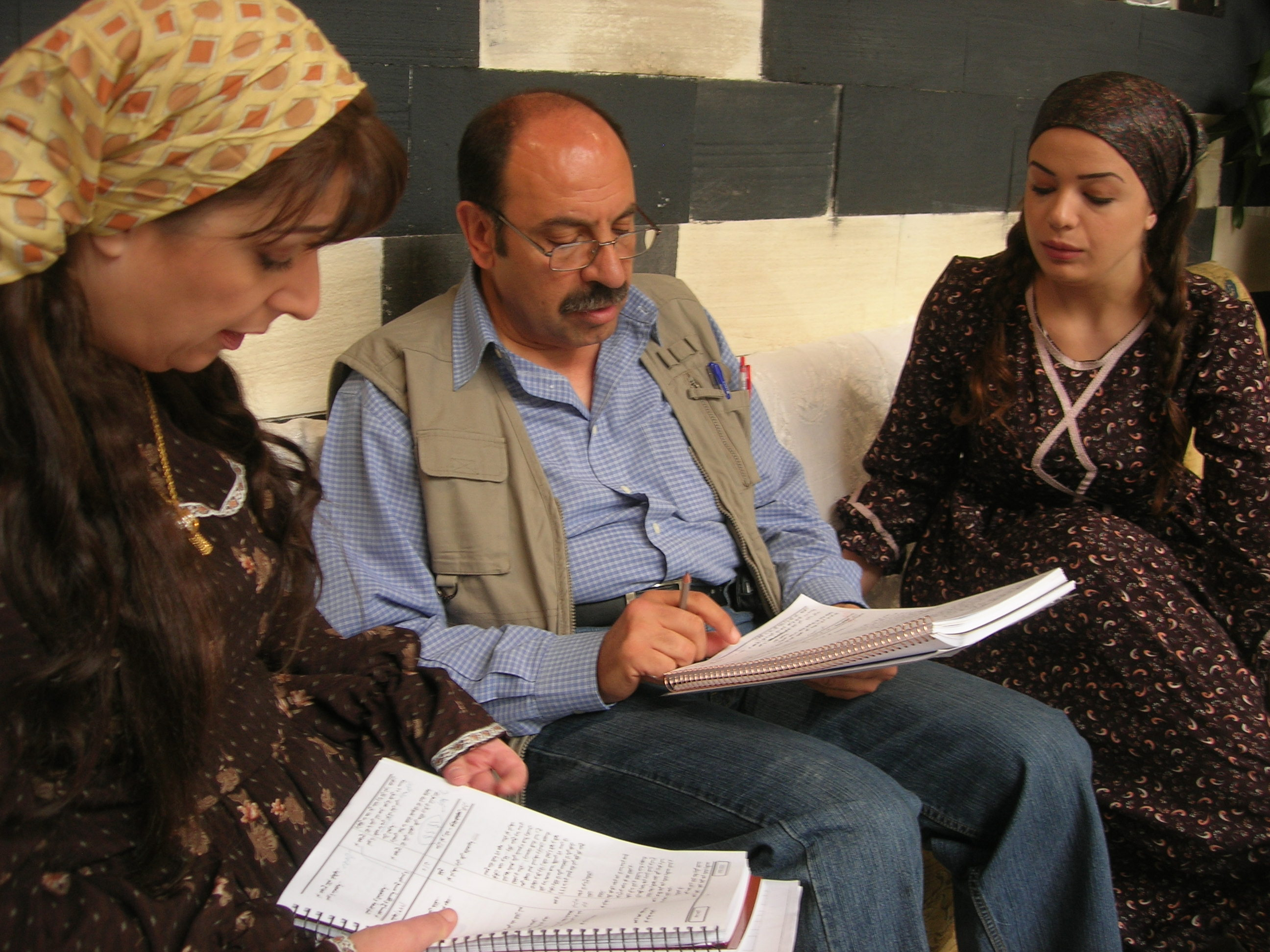
مسلسل بيت جدي الجزء الاول

46- الأرشيف / 1996/
47- تاج من شوك / 1997/
48- أخوة التراب ج 2 / 1998/
49- مهمة الخال / 1999/
50- الفوارس / 1999/
51- ليل المسافرين / 2000/
52- سيف بن ذي يزن / 2003/
53- الغدر / 2005/
54- الهشيم / 2006 /
55- للحياة وجه آخر / 2007/
56- أهل الراية / 2007/
57- بيوت من صفيح / 2010/
58- القربان / 2014/

### كمخرج في التلفزيون

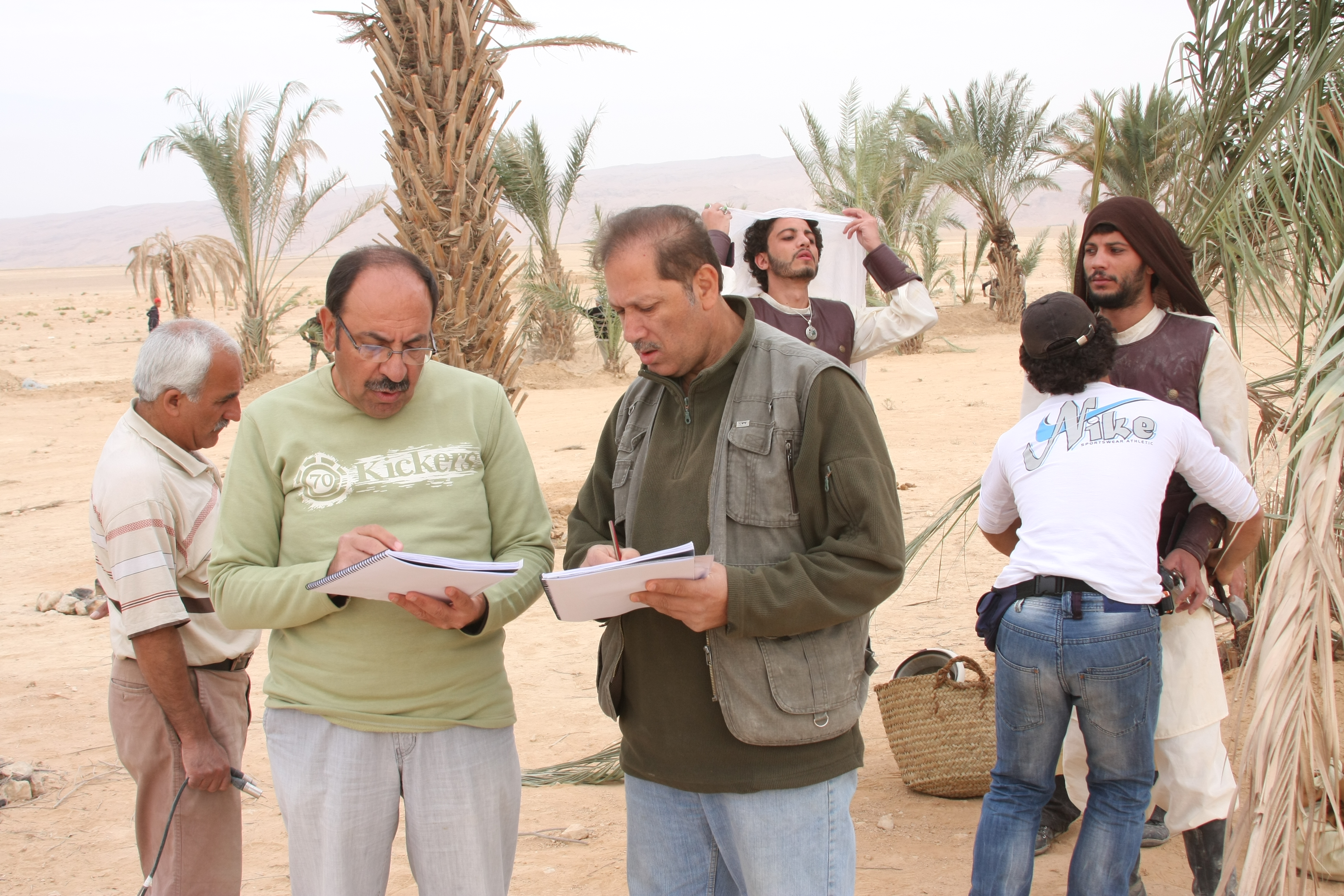
المسلسل التاريخي العقاب

1-   رزمة نقود /  2001/  + مؤلفا ومنتجا
2-   فيلم سوبر ستار / 2001 /
3-   التائه / 2004 /
4-   لوحات لفوازير رمضان / 2004 /
5-   فيلم  حلم ليلة خريف/ 2007/
6-   فيلم بعد نصف قرن/ 2007/
7-   فيلم النسر / 2007/
8-   فيلم مثل كل يوم / 2007/
9-   فيلم وحدن بييبقوا / 2007/
10- بيت جدي ج 1/2008/
11- مسلسل تاريخي «العقاب» / 2010/

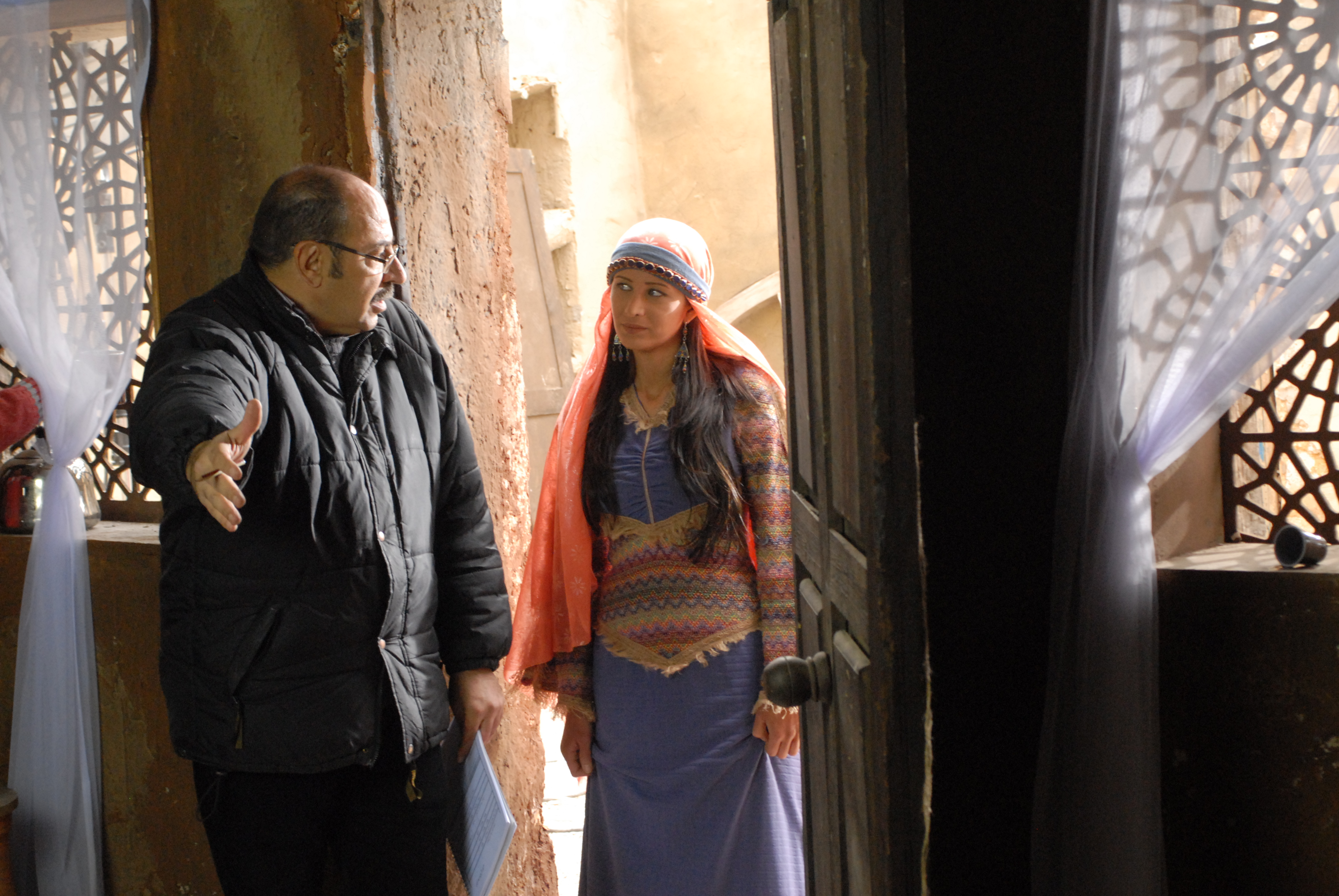
مسلسل ظل الحكايا

12- مسلسل تاريخي «ظل الحكايا» / 2011/
13- برنامج مشاعل نور / 2012 /
14- كابتشينو / 2014 /
15- غفوة القلوب / 2019 /
16- حوازيق /2022/
17- الكرزون /2023/ 
18- عزك ياشام / 2024 / 

## عمل في السينما
فيلم «أحلام المدينة» مع محمد ملص - كممثل + موثق تاريخي للمرحلة التاريخية التي يتناولها الفيلم + منفذ إنتاج أول. 1982- 1983.
شارك في المهرجانات المسرحية التالية: # أفنيون / فرنسا
1. قرطاج / تونس
2. عمان / الأردن
3. الجزائر / الجزائر

وكل المهرجانات المسرحية والسينمائية التي أقيمت في دمشق. كما شارك في عدة أعمال فنية خارج سوريا منها اليمن، الإمارات العربية المتحدة، الأردن، الجزائر.
كتب العديد من المقالات والدراسات المسرحية والتي نشرت في الصحف والدوريات المحلية.
كتب عدد من اللوحات لبقعة ضوء والأفلام التلفزيونية التي قدمت ضمن مسلسل تلفزيوني.
تم تكريمه من قبل وزارة الثقافة - المعهد العالي للفنون المسرحية عام 2015 بيوم المسرح العالمي 
تم تكريمه من قبل نقابة الفنانين -  فرع دمشق - على مسيرته الفنية 29-1-2024 

## وصلات خارجية
1-   رشاد كوكش:  موقع السينما كوم.
2-   رشاد كوكش:موقع اكتشف سورية.
3-   رشاد كوكش: موقع بوسطة.
4-   لقاءات متلفزة على: سورية دراما – الفضائية السورية – التعليمية السورية - قناة المنار - قناة سما دبي.
5-   رشاد كوكش: فيلمو غرافيا – صور – فيديو – سينما.